# 金在淳
金 在淳（キム・ジェスン、朝鮮語: 김재순、1923年11月30日 - 2016年5月17日）は、大韓民国の政治家。第5・6・7・8・9・13・14代韓国国会議員を歴任し、第13代議員在職中は前半期の国会議長を務めた。議員時代の選挙区は江原道北部の鉄原郡・華川郡・楊口郡などである。
本貫は全州金氏。号は友巌（ウアム、우암/友巖）。大韓イエス教長老教徒。 

## 経歴
日本統治時代の平安南道平壌府（現・平壌市）出身。ソウル大学校商科大学経済学部卒。雑誌『夜明け』主幹、朱耀翰の参謀、新風会スポークスマン、民主党中央常務委員・宣伝外交部次長、国際問題研究所総務・論説委員、外務部政務次官、財務部政務次官、国会商工委員長・財経委員長、民主共和党院内副総務・院内スポークスマン・江原道党委員長・党務委員級スポークスマン・院内総務、民主正義党総裁常任顧問、大韓赤十字社中央委員、韓日議員連盟会長、教養誌『セムター』を出版する社団法人セムター社理事長、社団法人新亜細亜秩序研究会顧問、大統領統一顧問会議議長、国際VACCINE研究所韓国後援会会長、ソウル大総同窓会会長などを務めた。1988年から1990年までは国会議長を務めた。議長退任後は民主自由党顧問として金泳三の1992年の大統領当選に寄与したが、金泳三政権時代の公職者財産公開波動に巻き込まれて、「兎死狗烹」の言葉を残して政界を引退した。2002年大統領選挙前には李会昌への支持としてハンナラ党に入党し、常任顧問を務めた。
2016年5月17日、京畿道河南市の自宅で老衰により死去。享年93。